# NOx
NOx este un termen generic pentru oxizii de azot: monoxidul de azot — NO și dioxidul de azot — NO2. Ei sunt produși în timpul procesului de ardere, în special la temperaturi ridicate. 
Aceste două substanțe chimice sunt importante în atmosfera Pământului. În troposferă, în timpul zilei, NO reacționează cu substanțe parțial oxidat organice (sau peroxid radical) pentru a forma NO2, care este apoi fotolizat de lumina soarelui pentru a reforma NO:
NO  +  CH3O2  →  NO2  + CH3O
NO2  +  lumina soarelui  →  NO  +  O